# Dubtsi
Dubtsi (en rus: Дубцы) és un poble de l'óblast de Vladímir, a Rússia, segons el cens del 2010 tenia 16 habitants. Pertany al districte municipal de Mélenki.